# Anskuelsesundervisning
Anskuelsesundervisning (også kaldt iagttagelsesundervisning) er en undervisningsform, hvor emner belyses med billeder, idet dette skulle give eleven en hurtigere og grundigere forståelse af det pågældende lærestof. 